# Paris (Illinois)
Paris je grad u američkoj saveznoj državi Ilinois. Prema popisu stanovništva iz 2010. u njemu je živjelo 8.837 stanovnika.